# 杵束村
杵束村（きつかむら）は、島根県那賀郡にあった村。現在の浜田市の一部にあたる。

## 地理
三隅川の中流部に位置していた。

## 歴史
- 1889年（明治22年）4月1日、町村制の施行により、那賀郡木都賀村、田野原村、野坂村が合併して村制施行し、杵束村が発足[1][2]。
- 1951年（昭和26年）1月1日 - 安城村大字大坪（一部）・程原（一部）を編入[1][2]。
- 1956年（昭和31年）8月1日 - 那賀郡安城村と合併して弥栄村が新設され廃止[1][2]。

### 地名の由来
杵束郷の郷名による。